# Universidade Aeroespacial Estatal da Sibéria

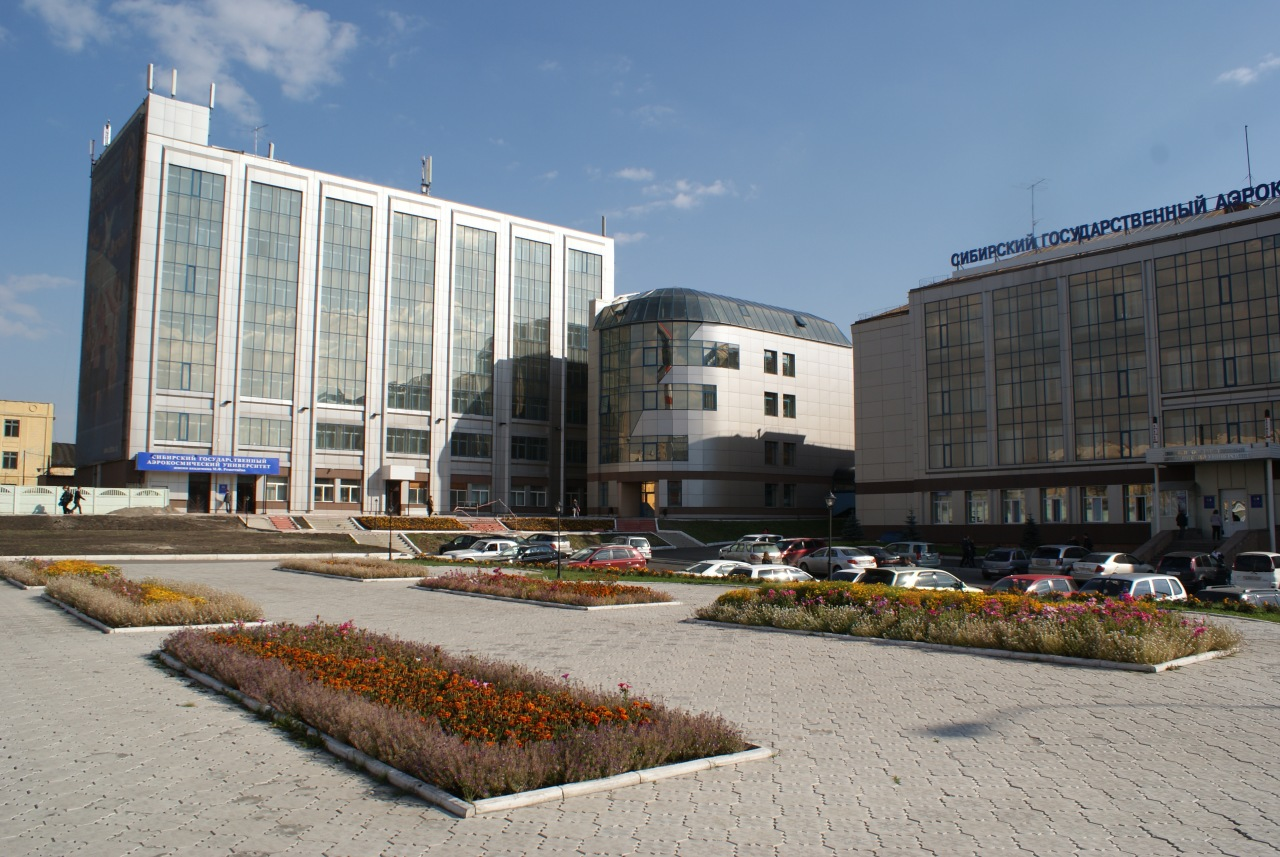
Universidade Aeroespacial

A Universidade Aeroespacial Estatal da Sibéria (em russo: Сибирский государственный аэрокосмический университет имени академика М. Ф. Решетнёва (Sibirsky gosudarstvennyi aerokosmicheski universitet imeni akademika M. F. Reshetniova, SibGAU)) é uma Universidade russa, localizada em Krasnoyarsk. A Universidade prepara especialistas altamente qualificados para trabalhar na indústria espacial, aviação e engenharia mecânica.
A Universidade foi fundada em 1960, quando, na União Soviética, tornou-se necessário a presença de novos trabalhadores com domínio espacial. As primeiras cadeiras da Universidade estiveram sob a direção do Reitor da Universidade Politécnica de Krasnoyarsk. Em 1989, a Universidade tornou-se independente e foi renomeada para Instituto Krasnoyarsk de tecnologia aeroespacial. Com três anos de idade foi-lhe atribuído o estatuto de Academia aeroespacial da Sibéria. Somente em 2002, a Universidade recebeu o nome atual.
Hoje a Universidade é uma das melhores na indústria aeroespacial. A Universidade conta com parcerias na Rússia, Alemanha e Estados Unidos.